# Gibson girl

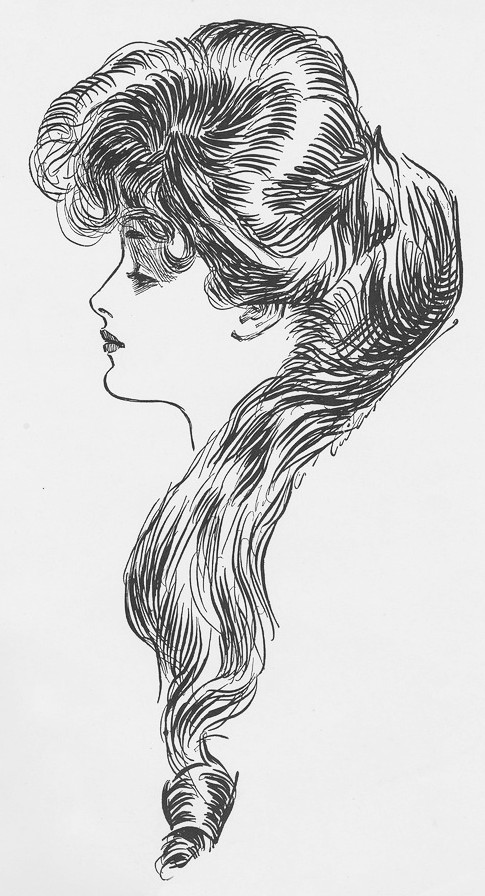
Dibujo de Charles Dana Gibson.

La Gibson Girl es considerada como el primer ideal de belleza femenina estadounidense. Creada por el dibujante Charles Dana Gibson (1867-1920) en los años 1890, este tipo de chica apareció en innumerables revistas e ilustraciones de la Belle Epoque, convirtiéndose en uno de los iconos de las dos primeras décadas del siglo XX.
Hasta la Primera Guerra Mundial, el cuerpo y los rasgos aristocráticos de la chica se consideraban como un modelo que muchas jóvenes estadounidenses querían imitar, y un retrato romántico de los rasgos femeninos. También fue una de las primeras pin-ups.
Era alta y delgada, pero con formas, acentuadas por el corsé. Tenía la nariz y la boca pequeñas y bien dibujadas, pero sus ojos eran grandes. Elegante y bien vestida, con la melena recogida en los voluminosos peinados a la moda, correspondía con la imagen de una señorita bien educada.
La Gibson Girl representaba en su época la imagen completa de la moda, la belleza y el éxito social.
Mostraba el cambio social que empezaba a permitir a las mujeres una mayor independencia y oportunidades educativas y laborales, en un entorno urbano e industrial. Ella buscaba una cierta independencia y una realización personal. No abandonaba sus estudios y quería ser ella la que escogiera al hombre que le gustara. Sana, incluso deportista (aparecía paseando en bicicleta, jugando al tenis, en la playa), segura de sí misma, pero sin ostentación, sonreía con frecuencia, pero no solía reír, manteniendo siempre una cierta distancia.
Con el auge de las sufragistas, la moda cambió considerablemente. Atrás quedaron los corsés, a favor de los vestidos cortos y sin formas. Y en los años veinte la Chica Gibson ya resultaba pasada de moda comparada con las descaradas flappers.
Partiendo de los ideales de belleza femenina tradicionales, Gibson creó una imagen muy peculiar de la mujer perfecta. Daría origen a otro arquetipo posterior estadounidense, el de "la chica de al lado".